# بايانغول (بورجاتيجا)
بايانغول (بالروسية: Баянгол) هي مدينة في جمهورية بورياتيا في روسيا.
يبلغ عدد سكانها حوالي 1421  نسمة.